# José Francisco Díaz Navarro
José Francisco Díaz Navarro (Marmolejo, 1942 - Madrid, 1992), conocido como Jofra, fue un pintor español. De obra un tanto inclasificable, se enmarca entre el expresionismo y el fauvismo. Era conocido como «el pintor de los campesinos», debido a su afición por retratar a hombres y mujeres del campo. Asimismo pintó paisajes y desarrolló el dibujo. Él mismo calificaba su pintura como «pintura social».

## Biografía
Empezó a dibujar con seis años. Aprendió a pintar de manera autodidacta. Más tarde ingresó en la Escuela Superior de Bellas Artes de San Fernando de Madrid, hasta 1976, año en que finalizó sus estudios. Muchos años de su vida transcurrieron en su localidad natal, Marmolejo, al que le dedicó gran parte de sus paisajes. Jofra vivía en Marmolejo en un casón solariego propiedad de sus padres, denominado “La Aviadora”, donde tenía su estudio de pintura y la mayoría de sus obras. En 1982 se muda a una torre de la localidad de Andújar, proveyéndose de materiales para la pintura en Linares, y es entonces cuando empieza a pintar en caballete. Tuvo tres hijos. Finalmente, los últimos años de su vida los pasa en Madrid.
Su sustento económico no estaba basado en su obra artística, sino de la venta de sus olivas. Ejerció además como profesor de dibujo. Pasó por situaciones económicas complicadas, lo que influyó en su carácter y personalidad.
Políticamente, Jofra fue una persona activa y comprometida. Se afilió al PSOE ya desde tiempos del franquismo.

## Obra
Sus creaciones, con un cargado telurismo, buscaban constantemente la identidad del mundo agrario y de las gentes que la habitan, sus anhelos, sus angustias, sus perfiles psicológicos. Recogen la interacción de las distintas clases sociales, con una marcada fuerza expresiva y con gran riqueza cromática. Tenía un gran manejo del color y del trazo, con densidad de empastes y gusto deformante.
Jofra definía su propio estilo como el de: 

«un psicótico paranoico alegre, depresivo de las estepas jienenses».

Además, afirmaba: 

«Busco la verdadera cara de la vida, la tragedia que todos llevamos y nos hace arrugas. Mi escuela, dentro del cuadro del figuritismo, con un sello muy personal, es mezcla de la fuerza trágica de un Solana, los delineamientos de Toulouse Lautrec y la furia de un Van Gogh.»

Su pintura se plasmaba normalmente en óleo sobre lienzo. En cuanto al dibujo, predominaba el rotulador. Expuso sus obra por las galerías y museos más importantes de la geografía española.

## Homenajes
- Certamen de pintura rápida "Jofra" (2012), celebrado en Marmolejo.[7]
- Placa conmemorativa en una calle de su Marmolejo natal.[7]
- Sala dedicada a su persona en el Museo de Arte Contemporáneo ‘Mayte Spínola’ en Marmolejo (2017), donde se exponen más de 30 de sus obras recopiladas por el Ayuntamiento de Marmolejo a través de adquisiciones, cesiones y donaciones..[7]